# Низькотемпературна конденсація
Низькотемпературна конденсація (НТК) — процес ізобарного охолодження газу до температур, за яких при даному тиску з'являється рідка фаза. Розділення вуглеводневих газів методом НТК здійснюється шляхом охолодження їх лише до заданої кінцевої температури при постійному тиску і складі початкового газу та супроводжується конденсацією цільових компонентів газової суміші з подальшим розділенням в сепараторах газової і рідкої фаз. Задану температуру в системі отримують при введенні розрахункової кількості холоду.

## Інтернет-ресурси
- Низькотемпературна конденсація